# Pokémon Ranger : Sillages de lumière
Pokémon Ranger : Sillages de lumière est un jeu vidéo Pokémon. Il s'agit du troisième opus de la série dérivée Pokémon Ranger. Ce jeu est sorti le 6 novembre en Europe. Il se déroule dans une région appelée Oblivia.

## Synopsis
Deux Rangers d'Almia sont envoyés à Oblivia où de mystérieux Nappers complotent quelque chose. Les deux Rangers doivent combattre Red Eyes et Blue Eyes, les chefs des Nappers qui veulent énerver les trois felins légendaires (Raikou, Entei et Suicune) et réveiller les trois oiseaux légendaires (Sulfura, Artikodin et Électhor). Mais leur véritable but est caché par les dirigeants.

## Le passé d'Oblivia
Vous pouvez retourner dans le passé via la stèle temporelle de village Cocona. Ce passé a sa propre histoire. Les Armurois, commandés par un mystérieux chef, font des actions bizarres. Il semblerait que le père du propriétaire de Celebi n'y soit pas pour rien.